# Stanisława Siurawska
Stanisława Siurawska z domu Bulikowska(ur. 14 stycznia 1915 w Markach, zm. 5 lutego 2007 w Lublinie) – fotografka, specjalistka w dziedzinie retuszu.
Nauki pobierała przed wojną w zakładach fotograficznych w Warszawie. 14 października 1933 roku wyszła za mąż za płk. Stanisława Siurawskiego. Rok później urodziła się córka Zofia Eliza. Jej mąż brał udział w bitwie nad Bzurą. Po nieudanej defensywie wojsk polskich 23 września trafił do niewoli niemieckiej, przez sześć lat przebywał w oflagu w Murnau.
Stanisława Siurawska z córką podczas wojny wielokrotnie zmieniała miejsce zamieszkania. W 1941 roku otrzymała posadę w zakładzie fotograficznym w Piaskach, gdzie zamieszkała na ul. Rynek 4. Szybko zyskała opinię najlepszej retuszerki, nie tylko w Piaskach, ale również w Lublinie. Kwestie finansowe zmusiły ją w 1945 roku do kolejnej przeprowadzki, tym razem do Białogardu, gdzie otworzyła swój pierwszy zakład fotograficzny oraz z innymi fotoamatorami stworzyła grupę fotografów. Zakład w Białogardzie działał do 1956 roku, w tym okresie brała udział w licznych wystawach indywidualnych, m.in. w I Ogólnopolskiej Wystawie Fotografii Artystycznej i Amatorskiej w Sopocie w 1948, dzięki której weszła do Polskiego Towarzystwa Fotograficznego. W tym samym roku urodził się jej syn Marek Szurawski. W 1956 przeniosła się do Lublina, gdzie na ulicy Przechodniej 1 otworzyła zakład fotograficzny „Foto-Elwika”, działający do 1997 roku.
Uprawiała fotografię czarno-białą. W działalności twórczej wykorzystywała głównie technikę bromową lub ręcznie malowała odbitki. Specjalizowała się w fotografii ślubnej, portretowej i dokumentalnej. Jej zdjęcia publikowane były na łamach "Kuriera Lubelskiego" oraz "Dziennika Wschodniego".
Podczas swojej działalności artystycznej zdobyła wiele nagród i wyróżnień, m.in. od Ministerstw: Kultury i Oświaty. Związek Rzemiosła Polskiego uhonorował ją najwyższym odznaczeniem – Złotym medalem im. Jana Kilińskiego w 2000 roku.
W 2000 i 2009 roku Ośrodek „Brama Grodzka - Teatr NN” w Lublinie zorganizował wystawy poświęcone jej pracy: Wspominając Fotoelwikę oraz Stanisława Siurawska. Naświetlona historia życia.